# Джермейн О'Ніл
Джермейн Лі О'Ніл (англ. Jermaine Lee O'Neal, нар. 13 жовтня 1978, Колумбія, Південна Кароліна США) — американський професіональний баскетболіст, що грав на позиціях важкого форварда і центрового за низку команд НБА. Гравець національної збірної США.

## Ігрова кар'єра
Починав грати в баскетбол у команді старшої школи О-Клер (Колумбія, Південна Кароліна). У випускному класі набирав 22,4 очка, 12,4 підбирання та 5,2 блокшота за гру. Після закінчення школи вирішив не поступати до коледжу, а одразу виставив свою кандидатуру на драфт.
1996 року був обраний у першому раунді драфту НБА під загальним 17-м номером командою «Портленд Трейл-Блейзерс». Дебютував у лізі в грудні, у віці 18 років у матчі проти «Денвер Наггетс», ставши на той момент наймолодшим гравцем, який зіграв у НБА. Загалом провів у Портленді чотири роки, протягом яких виходив лише на заміну та не відзначався особливою результативністю, не витримуючи конкуренцію в команді.
2000 року був обміняний на Дейла Девіса до «Індіана Пейсерз». У свій перший рік в новій команді одразу значно покращив ігрову статистику, набираючи 12,9 очка та 9,8 підбирання за гру. Став лідером ліги за кількістю блоків — 228. Допоміг команді дійти до плей-оф, де вона програла у першому раунді «Філадельфії».
У сезоні 2001-2002 виграв нагороду найбільш прогресуючого гравця в НБА, а також був включений до третьої збірної НБА та взяв участь у матчі всіх зірок. Протягом сезону набирав 19 очок та 10,5 підбирання. Наступного сезону набирав вже 20,8 очка та 10,3 підбирання. Двічі визнавався кращим гравцем місяця Східної конференції. Разом з командою пробився до плей-оф, де програв «Бостону».
У сезоні 2003-2004 продовжив свою статистику дабл-даблів та дійшов з командою до фіналу Східної конференції. Там «Індіана» зустрілася з «Детройтом», якому і програла. «Детройт» в свою чергу став чемпіоном НБА.
Наступного сезону в листопаді, під час матчу в Детройті, спалахнула бійка на майданчику, в якій взяв участь і О'Ніл. Як наслідок — 25 матчів дискваліфікації для нього, 30 матчів для Стівена Джексона та до кінця сезону для Рона Артеста. В плей-оф команда не змогла подолати бар'єр другого раунду у вигляді «Детройта».
51 матч наступного сезону пропустив через травму. Через це не зміг взяти участь у матчі всіх зірок. Команда знову вилетіла на ранній стадії плей-оф — у першому раунді від «Нью-Джерсі Нетс».
2008 року перейшов до «Торонто Репторз», у складі якої провів наступний сезон своєї кар'єри.
Наступною командою в кар'єрі гравця була «Маямі Гіт», до складу якої був обміняний 13 лютого 2009 року на Шона Меріона та Маркуса Бенкса. У складі команди з Маямі провів два сезони та двічі потрапляв з нею до плей-оф. Але також двічі команда вилітала на цій стадії, спочатку від «Атланта Гокс», а потім від «Бостон Селтікс».
З 2010 по 2012 рік грав у складі «Бостон Селтікс». За це період зіграв лише у 50 матчах, після чого був відрахований з команди.
2012 року перейшов до «Фінікс Санз», у складі якої провів наступний сезон своєї кар'єри. Тренерським штабом команди розглядався як лідер у роздягальні та покликаний був замінити в цьому амплуа Стіва Неша та Гранта Гілла. Таким чином, став співкапітаном команди разом з Джередом Дадлі.
Останньою ж командою в кар'єрі гравця стала «Голден-Стейт Ворріорс», до складу якої він приєднався 2013 року і за яку відіграв один сезон.

## Статистика виступів в НБА

### Регулярний сезон
| Сезон              | Команда                   | GP   | GS  | MPG  | FG%  | 3P%  | FT%  | RPG  | APG | SPG | BPG | PPG  |
| ------------------ | ------------------------- | ---- | --- | ---- | ---- | ---- | ---- | ---- | --- | --- | --- | ---- |
| 1996–97            | «Портленд Трейл-Блейзерс» | 45   | 0   | 10.2 | .451 | .000 | .603 | 2.8  | .2  | .0  | .6  | 4.1  |
| 1997–98            | «Портленд Трейл-Блейзерс» | 60   | 9   | 13.5 | .485 | .000 | .506 | 3.4  | .3  | .3  | 1.0 | 4.5  |
| 1998–99            | «Портленд Трейл-Блейзерс» | 36   | 1   | 8.6  | .434 | .000 | .514 | 2.7  | .4  | .1  | .4  | 2.5  |
| 1999–00            | «Портленд Трейл-Блейзерс» | 70   | 8   | 12.3 | .486 | .000 | .582 | 3.3  | .3  | .2  | .8  | 3.9  |
| 2000–01            | «Індіана Пейсерз»         | 81   | 80  | 32.6 | .465 | .000 | .601 | 9.8  | 1.2 | .6  | 2.8 | 12.9 |
| 2001–02            | «Індіана Пейсерз»         | 72   | 72  | 37.6 | .479 | .071 | .688 | 10.5 | 1.6 | .6  | 2.3 | 19.0 |
| 2002–03            | «Індіана Пейсерз»         | 77   | 76  | 37.2 | .484 | .333 | .731 | 10.3 | 2.0 | .9  | 2.3 | 20.8 |
| 2003–04            | «Індіана Пейсерз»         | 78   | 78  | 35.7 | .434 | .111 | .757 | 10.0 | 2.1 | .8  | 2.6 | 20.1 |
| 2004–05            | «Індіана Пейсерз»         | 44   | 41  | 34.8 | .452 | .167 | .754 | 8.8  | 1.9 | .6  | 2.0 | 24.3 |
| 2005–06            | «Індіана Пейсерз»         | 51   | 47  | 35.3 | .472 | .300 | .709 | 9.3  | 2.6 | .5  | 2.3 | 20.1 |
| 2006–07            | «Індіана Пейсерз»         | 69   | 69  | 35.6 | .436 | .000 | .767 | 9.6  | 2.4 | .7  | 2.6 | 19.4 |
| 2007–08            | «Індіана Пейсерз»         | 42   | 34  | 28.7 | .439 | .000 | .742 | 6.7  | 2.2 | .5  | 2.1 | 13.6 |
| 2008–09            | «Торонто Репторз»         | 41   | 34  | 29.7 | .473 | .000 | .810 | 7.0  | 1.6 | .4  | 2.0 | 13.5 |
| 2008–09            | «Маямі Гіт»               | 27   | 27  | 30.0 | .475 | .000 | .750 | 5.4  | 2.0 | .4  | 2.0 | 13.0 |
| 2009–10            | «Маямі Гіт»               | 70   | 70  | 28.4 | .529 | .000 | .720 | 7.0  | 1.3 | .4  | 1.4 | 13.6 |
| 2010–11            | «Бостон Селтікс»          | 24   | 10  | 18.0 | .459 | .000 | .674 | 3.7  | .5  | .1  | 1.3 | 5.4  |
| 2011–12            | «Бостон Селтікс»          | 25   | 24  | 22.8 | .433 | .000 | .677 | 5.4  | .4  | .3  | 1.7 | 5.0  |
| 2012–13            | «Фінікс Санз»             | 55   | 4   | 18.7 | .482 | .000 | .835 | 5.3  | .8  | .3  | 1.4 | 8.3  |
| 2013–14            | «Голден-Стейт Ворріорс»   | 44   | 13  | 20.1 | .504 | .000 | .750 | 5.5  | .6  | .3  | .9  | 7.9  |
| Усього за кар'єру  | Усього за кар'єру         | 1011 | 697 | 27.1 | .467 | .147 | .715 | 7.2  | 1.4 | .5  | 1.8 | 13.2 |
| В іграх усіх зірок | В іграх усіх зірок        | 5    | 2   | 24.0 | .478 | .000 | .667 | 7.6  | .8  | .8  | 1.4 | 11.2 |

### Плей-оф
| Сезон             | Команда                   | GP | GS | MPG  | FG%  | 3P%  | FT%  | RPG  | APG | SPG | BPG | PPG  |
| ----------------- | ------------------------- | -- | -- | ---- | ---- | ---- | ---- | ---- | --- | --- | --- | ---- |
| 1997              | «Портленд Трейл-Блейзерс» | 2  | 0  | 2.0  | .000 | .000 | .000 | .5   | .0  | .0  | .5  | .0   |
| 1998              | «Портленд Трейл-Блейзерс» | 1  | 0  | 3.0  | .000 | .000 | .000 | 1.0  | .0  | .0  | 2.0 | .0   |
| 1999              | «Портленд Трейл-Блейзерс» | 9  | 0  | 6.1  | .400 | .000 | .500 | 1.9  | .1  | .0  | .3  | 1.6  |
| 2000              | «Портленд Трейл-Блейзерс» | 8  | 0  | 4.8  | .273 | .000 | .667 | .9   | .1  | .0  | .4  | 1.5  |
| 2001              | «Індіана Пейсерз»         | 4  | 4  | 39.3 | .436 | .000 | .500 | 12.5 | 1.8 | .0  | 2.5 | 9.8  |
| 2002              | «Індіана Пейсерз»         | 5  | 5  | 38.4 | .447 | .000 | .750 | 7.6  | 1.0 | .8  | 1.6 | 17.2 |
| 2003              | «Індіана Пейсерз»         | 6  | 6  | 45.3 | .467 | .000 | .785 | 17.5 | .7  | .5  | 3.0 | 22.8 |
| 2004              | «Індіана Пейсерз»         | 16 | 16 | 37.8 | .423 | .000 | .700 | 9.1  | 1.2 | .5  | 2.3 | 19.2 |
| 2005              | «Індіана Пейсерз»         | 13 | 13 | 36.6 | .365 | .000 | .750 | 8.0  | 2.2 | .5  | 2.6 | 16.0 |
| 2006              | «Індіана Пейсерз»         | 6  | 6  | 36.0 | .524 | .000 | .717 | 7.5  | 1.7 | .5  | 2.3 | 21.0 |
| 2009              | «Маямі Гіт»               | 6  | 5  | 27.0 | .549 | .000 | .750 | 4.5  | 1.5 | .5  | 1.5 | 13.3 |
| 2010              | «Маямі Гіт»               | 5  | 5  | 23.4 | .205 | .000 | .429 | 5.6  | 1.0 | .8  | 2.0 | 4.2  |
| 2011              | «Бостон Селтікс»          | 9  | 9  | 21.9 | .488 | .000 | .909 | 4.2  | .9  | .2  | 1.8 | 5.8  |
| 2014              | «Голден-Стейт Ворріорс»   | 7  | 3  | 12.0 | .563 | .000 | .750 | 3.4  | .1  | .1  | .4  | 6.0  |
| Усього за кар'єру | Усього за кар'єру         | 97 | 72 | 26.6 | .426 | .000 | .718 | 6.5  | 1.0 | .4  | 1.7 | 11.6 |